# 彭长洲
彭长洲（1986年10月8日—2012年4月18日），是一名任職於中華人民共和國公安機關的辅警，在拯救一名企圖自溺者時殉職，被认定為烈士，火化後葬於东河革命烈士陵园。

## 生平
成為一名人民警察自小就是彭长洲的梦想；他曾就讀广东司法警官职业学院，毕业後成為广东省韶关市公安局浈江分局的辅助警察，曾參與救灾和滅火的工作，亦曾多次救起企圖自溺的人士。彭长洲當了6年的辅助警察，仍然希望能成为正式的民警；彭氏的親友多次建議他換工作，但遭到拒絕。
2012年4月14日，有市民目睹一名男子在浈江遇溺，便向公安机关報案；彭长洲到達现场，發現該名男子在水裡浮沉，情勢危急。彭长洲穿上救生衣，跳進水裡救人，試圖把該名男子推向岸边，但该男子拒绝配合。彭长洲把自己的救生衣穿到男子身上，繼續把他推回岸边；公安机关的船隻其後赶到，把溺水的男子拉到船上，但彭长洲卻不知所終。
彭长洲失踪后，公安机关派出拯救小组前往搜索其遺體；同月18日，孟洲坝水电站員工在發電站的清污机處发现一具遗体；他憑遗体的特徵和衣着推断遗体可能是彭长洲，便向公安机关報告。民警和官兵用绳索把遗体移至地面，彭长洲的家屬其後確認遗体身份。
確認彭长洲遇難後，广东省人民政府批准彭长洲為烈士；彭长洲生前希望加入中國共產黨，2012年9月中国共产党韶关市浈江区委员会报请上级机关追认彭长洲为党员。